# Anyphaena gibba
Anyphaena gibba är en spindelart som beskrevs av O. Pickard-Cambridge 1896. Anyphaena gibba ingår i släktet Anyphaena och familjen spökspindlar. Inga underarter finns listade i Catalogue of Life.